# Universitas Halu Oleo
Universitas Haluoleo är ett universitet i Indonesien.   Det ligger i provinsen Sulawesi Tenggara, i den centrala delen av landet, 1 800 km öster om huvudstaden Jakarta. 